# A Turma do Pererê (série)
A Turma do Pererê é uma série de televisão desenvolvida por Wilson Rocha e baseada nas histórias em quadrinhos homônimas criadas por Ziraldo Alves Pinto. A série teve duas temporadas, produzidas e exibidas pela TV Brasil, e também pela TV Cultura. A primeira temporada foi produzida no ano de 1998, com 20 episódios, sendo exibida somente em 2001, com reprises até 2003. Em 2010, foi produzida uma segunda temporada, como parte do bloco Hora da Criança, com 26 episódios, além de diversas reprises.

## Sinopse
A série narra as aventuras de Saci Pererê e seus amigos da Mata do Fundão. São eles, o índio Tininim, a onça Galileu, o coelho Geraldinho, o macaco Alan, o tatu Pedro Vieira, e o jabuti Moacir. Saci e Tininim namoram as amigas Boneca de Pixe e Tuiuiú, mas o fazendeiro Seu Nereu, pai da Boneca, não gosta nada deste relacionamento. Já os atrapalhados compadres Tonico e Seu Neném vivem tentando caçar Galileu, mas acabam sempre se dando mal.

## Elenco
| Personagem               | Temporadas              | Temporadas          |
| Personagem               | Primeira versão 2001    | Segunda versão 2010 |
| ------------------------ | ----------------------- | ------------------- |
| Saci Pererê              | Sílvio Guindane         | Raphael Logam       |
| Tininim                  | Antônio Castiglione     | Felipe Haiut        |
| Galileu                  | Rodrigo Pena            | Nicolas Bartolo     |
| Alan                     | Paulo Jr.               | Pedro Henrique      |
| Geraldinho               | Gustavo Pereira         | Matheus de Sá       |
| Pedro Vieira             | Leonard Campos          | João Pedro Zappa    |
| Moacir                   | Péricles Amin           | Paulo Mathias Jr.   |
| Boneca de Pixe           | Aline Aguiar            | Raíza Fernanda      |
| Tuiuiú                   | Ana Paula Oliveira      | Fernanda Carvalho   |
| Compadre Tonico Macedo   | Alexandre Dacosta       | Alexandre Dacosta   |
| Seu Neném                | Renato Borghi           | Orã Figueiredo      |
| Mãe Docelina             | Edyr de Castro          | Mariah da Penha     |
| Seu Nereu                | Antônio Pitanga         | Antônio Pitanga     |
| Nozito                   | Luís Antônio Nascimento | Vinícius Moreno     |
| Flecha Firme             | Eduardo Charmona        | Fabiano Leandro     |
| Virgilão                 | Bernardo Palmeira       | Jorge Neves         |
| Queiroz                  | Samuel Costa            | Ítalo Guerra        |
| Padre Juquinha           | Sérgio Mamberti         | —                   |
| Dona Santinha            | Betty Erthal            | —                   |
| Dona Eborina             | Iléa Ferraz             | Pia Manfroni        |
| Dona Zizinha             | Maria Regina Caldas     | Elvira Helena       |
| Dona Mariana             | —                       | Sura Berditchevsky  |
| Professor Nogueira (voz) | Pietro Mário            | Sílvio Guindane     |